# Perrott Lyon Timlock & Kesa
Perrott Lyon Timlock & Kesa ist ein australisches Architektenbüro. 1973 gewann es für das MMBW House einen Architekturpreis, verliehen durch den Staat Victoria.

## Geschichte
Perrott Lyon Timlock & Kesa ging aus dem Architekturbüro Leslie M. Perrott & Associates hervor. Dieses hatte Leslie M. Perrot senior gegründet und machte sich in der Zeit zwischen den Weltkriegen durch Neubauten von großen Hotels in Melbourne einen Namen. Zu diesen Bauten gehörten das Alexander Hotel (1929), das Chevron (1934) und das Hotel Australia (1939). Perrots Sohn trat nach seinem Studium 1951 in das Büro ein, 1952 kam Ronald Grant Lyon hinzu. Dieser hatte Erfahrungen im Corps of Engineers gesammelt und war nach dem Krieg in London für Maxwell Fry und Jane Drew tätig. Lyon heiratete 1954 Marietta Perrot, die Tochter des älteren Perrots, die in dem Architekturbüro als Zeichnerin tätig war. 1971 wurde der Name des Architekturbüros in Perrott, Lyon, Timlock and Kesa geändert.

## Bauwerke
- E.W. Tilley Building, Melbourne, 1935–1947
- Australia Hotel, Melbourne, 1939
- Southern Cross Hotel, Melbourne 1960–1962
- Gas & Fuel Towers, Melbourne, 1967
- Melbourne Central Station
- Nauru House, Melbourne, 1972–1977
- Melbourne and Metropolitan Board of Works (MMBW House), Melbourne, 1976
- Telstra Tower, Canberra